# Divisione Nazionale A 1935

La formazione della Rari Nantes Camogli per la prima volta campione d'Italia

La Divisione Nazionale 1935 è stata la 19ª edizione della massima serie del campionato italiano maschile di pallanuoto. Le dieci squadre partecipanti furono suddivise in due gironi. La prima classificata di ogni girone guadagnò l'accesso alla finale.

## Fase a gironi

### Gironi
| Girone A                                           | Girone B                                                             |
| -------------------------------------------------- | -------------------------------------------------------------------- |
| - Andrea Doria - Camogli - Lazio - Mameli - Napoli | - Florentia - GUF Torino - Milano - Triestina - Ginnastica Triestina |

### Girone A

#### Classifica
|  |    | Fase a gironi 1935 | Pt | G | V | N | P | GF | GS |
|  | -- | ------------------ | -- | - | - | - | - | -- | -- |
|  | 1. | Camogli            | 13 | 8 | 5 | 3 | 0 | ?  | ?  |
|  | 2. | Lazio              | 11 | 8 | 5 | 1 | 2 | ?  | ?  |
|  | 3. | Napoli             | 9  | 8 | 3 | 3 | 2 | ?  | ?  |
|  | 4. | Mameli             | 5  | 8 | 1 | 3 | 4 | ?  | ?  |
|  | 5. | Andrea Doria       | 2  | 8 | 0 | 2 | 6 | ?  | ?  |

#### Calendario e risultati
| andata       | 1ª giornata    | ritorno      |
| 16 giu. 1935 |                | 29 giu. 1935 |
| 2-0          | Lazio-Mameli   | 1-1          |
| 2-2          | Napoli-Camogli | 2-2          |

| andata      | 4ª giornata    | ritorno      |
| 7 lug. 1935 |                | 28 lug. 1935 |
| 0-2         | Doria-Napoli   | rinv.        |
| 2-0         | Camogli-Mameli | 0-0          |

| andata       | 2ª giornata   | ritorno      |
| 20 giu. 1935 |               | 30 giu. 1935 |
| 5-1          | Lazio-Doria   | 2-1          |
| 2-0          | Napoli-Mameli | 1-3          |

| andata       | 5ª giornata   | ritorno      |
| 14 lug. 1935 |               | 25 lug. 1935 |
| 4-3          | Lazio-Napoli  | 0-0          |
| 0-6          | Doria-Camogli | 0-3          |

| andata       | 3ª giornata   | ritorno      |
| 23 giu. 1935 |               | 21 lug. 1935 |
| 2-1          | Camogli-Lazio | 2-1          |
| 1-1          | Doria-Mameli  | 1-1          |

Recuperi
- 11 agosto: Napoli-Doria (vittoria Napoli).

Risultati cambiati a tavolino
- Mameli-Lazio 1-1 (0-2)
- Napoli-Mameli 1-1 (2-0 a tavolino per posizione irregolare di un giocatore della Mameli)

### Girone B

#### Classifica
Classifica parziale
|  |    | Fase a gironi 1935   | Pt | G | V | N | P | GF | GS |
|  | -- | -------------------- | -- | - | - | - | - | -- | -- |
|  | 1. | Florentia            | 11 | 6 | 5 | 1 | 0 | ?  | ?  |
|  | 2. | Triestina            | 7  | 6 | 3 | 1 | 2 | ?  | ?  |
|  | 3. | Milano               | 6  | 6 | 3 | 0 | 3 | ?  | ?  |
|  | 4. | GUF Torino           | 0  | 6 | 0 | 0 | 6 | ?  | ?  |
|  | 5. | Ginnastica Triestina | -  | - | - | - | - | -  | -  |

Verdetti
- RN Florentia qualificata alle Finali.
- Ginnastica Triestina assorbita per fusione dalla Triestina, annullati tutti i risultati.
- GUF Torino ritirata il 31 luglio, multato di 500 lire e punito con la perdita 0-2 a tavolino di tutte le partite disputate o da disputare.

#### Calendario e risultati
| andata       | 1ª giornata          | ritorno     |
| 16 giu. 1935 |                      | 7 lug. 1935 |
| 6-1          | Milano-GUF Torino    | 2-0t.       |
| n.d.         | Ginnastica-Triestina | n.d.        |

| andata       | 4ª giornata          | ritorno      |
| 29 giu. 1935 |                      | 25 lug. 1935 |
| 5-1          | Triestina-GUF Torino | 2-0t.        |
| n.d.         | Ginnastica-Florentia | n.d.         |

| andata       | 2ª giornata       | ritorno      |
| 20 giu. 1935 |                   | 14 lug. 1935 |
| 1-6          | Milano-Florentia  | rinv.        |
| n.d.         | Ginnastica-Torino | n.d.         |

| andata       | 5ª giornata         | ritorno      |
| 30 giu. 1935 |                     | 28 lug. 1935 |
| 3-3          | Triestina-Florentia | rinv.        |
| n.d.         | Ginnastica-Milano   | n.d.         |

| andata       | 3ª giornata          | ritorno      |
| 23 giu. 1935 |                      | 21 lug. 1935 |
| 11-0         | Florentia-GUF Torino | 2-0t.        |
| 7-2          | Milano-Triestina     | rinv.        |

Partite annullate e fatte ripetere
- Florentia-Milano 5-0 (reclamo del Milano accolto)

Recuperi
- 8 agosto: Florentia-Triestina 2-0 (a tavolino per posizione irregolare di un giocatore).
- 10 agosto: Florentia-Milano 4-1.
- 15 agosto: Triestina-Milano 2-1.

## Finale
|           | Totale |         |     | Data      |     | Data      |
| --------- | ------ | ------- | --- | --------- | --- | --------- |
| Florentia | 4-5    | Camogli | 3-3 | 18 agosto | 1-2 | 22 agosto |

## Verdetti
- Camogli Campione d'Italia 1935